# Asparrena
Asparrena – gmina w Hiszpanii, w prowincji Araba, w Kraju Basków, o powierzchni 65,18 km². W 2011 roku gmina liczyła 1698 mieszkańców.